# Уч-Дере (платформа)
Уч-Дере́ — платформа Северо-Кавказской железной дороги РЖД, расположена в микрорайоне Уч-Дере Лазаревского района города Сочи, Краснодарский край, Россия.